# إيفانز نولز
إيفانز نولز هو فلاح وسياسي كندي، ولد في 30 نوفمبر 1914 في نورفولك كاونتي في كندا، وتوفي في 18 ديسمبر 2011 في كندا. حزبياً، نشط في الحزب الكندي التقدمي المحافظ. وقد انتخب عضو مجلس العموم الكندي.